# Pulín (distrito)
Pulín fue uno de los distritos que integró la subdelegación de El Rosario, en el antiguo departamento de San Fernando, provincia de Colchagua.
El territorio del distrito fue organizado por decreto del presidente José Joaquín Pérez Mascayano el 14 de agosto de 1867.

## Historia
El distrito, que ocupó el número 2.° de la subdelegación El Rosario, fue creado por decreto supremo del 14 de agosto de 1867, que divide el departamento de San Fernando en veinte subdelegaciones y numerosos distritos. El documento determina así sus límites:

Al norte y este, por el Rapel, el deslinde sur de la hacienda de Ucúquer y el camino del Alto de la Matancilla, que forman también el límite de la subdelegación; al oeste, por el zanjón del Colo, desde el expresado camino hasta que se encuentra al que conduce a la Estrella, desde este punto una línea recta hasta el nacimiento de la Quebrada de la Virgen en el Rincón del Gallo y curso de esta quebrada hasta que se le junta la del Agua; y al sur, por la corriente de esta última hasta su nacimiento, una línea recta que, pasando por los Ojos de Agua, llegue a la quebrada del Risco Alto, el curso de esta quebrada hasta que desagua en el estero de Pulín y este último estero hasta que desemboca en el Rapel.

El Decreto con Fuerza de Ley N.° 8.583 del 30 de diciembre de 1927 redistribuye el territorio del departamento de San Fernando, y los distritos se suprimen.

## Administración
La administración del territorio estaba a cargo de un inspector, quien respondía a las órdenes del subdelegado, quien tenía la potestad de nombrarlos o removerlos dando cuenta al gobernador departamental.